# Clubiona asrevida
Clubiona asrevida este o specie de păianjeni din genul Clubiona, familia Clubionidae, descrisă de Motoyoshi Ono în anul 1992.
Este endemică în Taiwan. Conform Catalogue of Life specia Clubiona asrevida nu are subspecii cunoscute.